# 悠未ひろ
悠未 ひろ（ゆうみ ひろ、1976年11月5日 - ）は、日本の女優。元宝塚歌劇団宙組の男役スター。
東京都文京区、十文字学園出身。身長180cm。愛称は「とも」、「ともちん」。

## 来歴
1995年、宝塚音楽学校入学。
1997年、音楽学校卒業後、宝塚歌劇団に83期生として入団。入団時の成績は15番。雪組公演「仮面のロマネスク／ゴールデン・デイズ」で初舞台。
1998年、組まわりを経て宙組に配属。
宝塚史上ナンバーワンとなる長身を生かしたダンスと包容力で注目を集め、2003年の「傭兵ピエール」で新人公演初主演。同年の「白昼の稲妻」で2度目の新人公演主演。
2005年の「Le Petit Jardin」でバウホール公演初主演。
2013年の「逆転裁判3」（ドラマシティ・日本青年館公演）で、東上公演初主演。同年12月23日、「風と共に去りぬ」東京公演千秋楽をもって、宝塚歌劇団を退団。
退団後は、長身を生かしたダイナミックなパフォーマンスとのびやかな歌唱を武器に、舞台を中心に幅広く活動している。
2018年に結婚したことを報告。

## 宝塚歌劇団時代の主な舞台

### 初舞台
- 1997年3 - 5月、雪組『仮面のロマネスク』『ゴールデン・デイズ』（宝塚大劇場のみ）

### 組まわり
- 1997年8月、星組『誠の群像』『魅惑II』（東京宝塚劇場のみ）[1]
- 1997年11月、月組『EL DORADO』（東京宝塚劇場のみ）[1]

### 宙組時代
- 1998年3 - 8月、『エクスカリバー』『シトラスの風』
- 1998年10 - 1999年3月、『エリザベート』
- 1999年4 - 5月、『エクスカリバー』『シトラスの風』（全国ツアー）
- 1999年6 - 8月、『激情』『ザ・レビュー'99』（宝塚大劇場）
- 1999年9月、『TEMPEST-吹き抜ける九龍-』（バウホール） - アルメン
- 1999年10 - 11月、『激情』『ザ・レビュー'99』（1000days劇場）
- 2000年1 - 5月、『砂漠の黒薔薇』 - 新人公演：シャイザ（本役：樹里咲穂）『GLORIOUS!!』
- 2000年6 - 7月、『うたかたの恋』『GLORIOUS!!』（全国ツアー）
- 2000年8 - 12月、『望郷は海を越えて』 - 新人公演：ハバロフ（本役：朝宮真由）『ミレニアム・チャレンジャー!』
- 2001年2月、『望郷は海を越えて』『ミレニアム・チャレンジャー!』（中日劇場）
- 2001年4 - 8月、『ベルサイユのばら2001-フェルゼンとマリー・アントワネット編-』 - 新人公演：ジェローデル（本役：寿つかさ）
- 2001年11 - 2002年3月、『カステル・ミラージュ』 - 新人公演：ヴィットリオ（本役：朝宮真由）『ダンシング・スピリット!』
- 2002年4 - 5月、『エイジ・オブ・イノセンス』（バウホール・日本青年館） - ジュリアス・ボーフォート
- 2002年7 - 11月、『鳳凰伝』 - 盗賊（酉）、新人公演：バラク（本役：水夏希）『ザ・ショー・ストッパー』
- 2003年1月、『おーい春風さん』 - 角三『春ふたたび』 - 与五（バウホール）
- 2003年2 - 6月、『傭兵ピエール』 - ニコ、新人公演：ピエール（本役：和央ようか）『満天星大夜總会』 新人公演初主演[7][1][4]
- 2003年8月、『里見八犬伝』（バウホール・日本青年館） - 蟇田素藤
- 2003年10 - 2004年2月、『白昼の稲妻』 - ロジェ、新人公演：アルベール（本役：和央ようか）『テンプテーション!』 新人公演主演[7][1][4]
- 2004年3月、『BOXMAN-俺に破れない金庫などない-』（日本青年館・ドラマシティ） - バージル
- 2004年5 - 8月、『ファントム』 - ラシュナル[1]
- 2004年10 - 11月、『風と共に去りぬ』（全国ツアー） - ルネ
- 2005年1 - 4月、『ホテル ステラマリス』 - リンドン・マクレモア『レヴュー伝説』
- 2005年6月、『Le Petit Jardin（ル プティ ジャルダン）』（バウホール） - アラン バウ初主演[1][4]
- 2005年8 - 11月、『炎にくちづけを』 - ティーン『ネオ・ヴォヤージュ』
- 2006年1月、『不滅の恋人たちへ』（バウホール） - ピエトロ・パジェッロ
- 2006年3 - 7月、『NEVER SAY GOODBYE』 - ビル・グラント／ココナツ・ボーイ[1]
- 2006年8月、『コパカバーナ』（博多座） - ウィリー
- 2006年11 - 2007年2月、『維新回天・竜馬伝!』 - 武市半平太『ザ・クラシック』[1]
- 2007年3 - 4月、『A／L（アール）-怪盗ルパンの青春-』（ドラマシティ・日本青年館・中日劇場） - ルイ・アントワーヌ・レオン公爵[1]
- 2007年6 - 9月、『バレンシアの熱い花』 - ルカノール公爵『宙 FANTASISTA!』[1]
- 2007年10 - 11月、『バレンシアの熱い花』 - ルカノール公爵『宙 FANTASISTA!!』（全国ツアー） Wエトワール[1]
- 2008年2 - 5月、『黎明（れいめい）の風』 - グルーパー中佐『Passion 愛の旅』
- 2008年9 - 12月、『Paradise Prince（パラダイス プリンス）』 - シャルル『ダンシング・フォー・ユー』
- 2009年2月、『外伝 ベルサイユのばら-アンドレ編-』 - フェルゼン『ダンシング・フォー・ユー』（中日劇場）[1]
- 2009年4 - 7月、『薔薇に降る雨』 - グザヴィエ『Amour それは…』
- 2009年8 - 9月、『逆転裁判2 -蘇る真実、再び…-』（バウホール・赤坂ACTシアター） - マイルズ・エッジワース[1][4]
- 2009年11 - 2010年2月、『カサブランカ』 - ハインリッヒ・シュトラッサー少佐[1]
- 2010年3 - 4月、『シャングリラ-水之城-』（ドラマシティ・日本青年館） - 氷[1]
- 2010年5 - 8月、『TRAFALGAR（トラファルガー）』 - トマス・ハーディー『ファンキー・サンシャイン』[1]
- 2010年9月、『銀ちゃんの恋』（全国ツアー） - 専務[1]
- 2010年11 - 2011年1月、『誰がために鐘は鳴る』 - ラファエル[1]
- 2011年3月、『ヴァレンチノ』（ドラマシティ） - ジャック・デ・ソウル[1]
- 2011年5 - 8月、『美しき生涯』 - 加藤清正『ルナロッサ』[1]
- 2011年8月、『ヴァレンチノ』（日本青年館） - ジャック・デ・ソウル[1]
- 2011年10 - 12月、『クラシコ・イタリアーノ』 - ヘンリー・ヒューストン『NICE GUY!!』
- 2012年2月、『仮面のロマネスク』 - ジェルクール伯爵『Apasionado!!II』（中日劇場）[1]
- 2012年4 - 7月、『華やかなりし日々』 - フローレンツ・ジーグフェルド『クライマックス』[1]
- 2012年8 - 11月、『銀河英雄伝説@TAKARAZUKA』 - パウル・フォン・オーベルシュタイン[1][4]
- 2013年1月、『逆転裁判3』（ドラマシティ・日本青年館） - マイルズ・エッジワース 東上初主演[1][4]
- 2013年3 - 6月、『モンテ・クリスト伯』 - ダングラール『Amour de 99!!-99年の愛-』[1]
- 2013年7 - 8月、『うたかたの恋』 - ヨゼフ皇帝『Amour de 99!!-99年の愛-』（全国ツアー）
- 2013年9 - 12月、『風と共に去りぬ』 - アシュレ[注釈 1]／ルネ[注釈 2] 退団公演[6][1][8]

### 出演イベント
- 1998年12月、『レビュー・スペシャル'98』
- 2000年12月、『アデューTAKARAZUKA1000days劇場サヨナライベント』
- 2001年6月、TCAスペシャル2001『タカラヅカ夢世紀』
- 2001年9月、『ベルサイユのばら メモランダム』
- 2002年1月、『宙組エンカレッジ・コンサート』
- 2002年11月、『アキコ・カンダレッスン発表会』
- 2003年11 - 12月、初風緑コンサート『Carmine-カーマイン-』
- 2004年7月、TCAスペシャル2004『タカラヅカ90』
- 2005年4月、TCAスペシャル2005『Beautiful Melody Beautiful Romance』
- 2005年12月、『花の道 夢の道 永遠の道』
- 2006年9月、TCAスペシャル2006『ワンダフル・ドリーマーズ』
- 2006年9月、『宙組エンカレッジ・コンサート』
- 2006年10月、第47回『宝塚舞踊会』
- 2007年9月、TCAスペシャル2007『アロー!レビュー!』
- 2007年9月、『TAKARAZUKA SKY STAGE5th Anniversary Special』
- 2007年10月、第48回『宝塚舞踊会』
- 2008年7月、『宝塚巴里祭2008』 主演[9][1]
- 2009年12月、タカラヅカスペシャル2009『WAY TO GLORY』
- 2010年12月、タカラヅカスペシャル2010『FOREVER TAKARAZUKA』
- 2012年12月、タカラヅカスペシャル2012『ザ・スターズ!〜プレ・プレ・センテニアル〜』
- 2013年11月、悠未ひろディナーショー『Heroe』 主演[10]

## 宝塚歌劇団退団後の主な活動

### 舞台
- MOON SAGA -義経秘伝・第二章-（2014年8月 - 10月、明治座・新歌舞伎座・日本特殊陶業市民会館フォレストホール）- 平教経 役
- ライブ・スペクタクル『NARUTO -ナルト-』（2015年3月 - 6月、AiiA 2.5 Theater Tokyo ほか）- 大蛇丸 役
- 音楽劇『ダニー・ボーイ 〜いつも笑顔で歌を〜』（2016年10月 - 11月、東京国際フォーラムホールC・新歌舞伎座） - 湖島みちる 役[11]
- ライブ・スペクタクル『NARUTO -ナルト-』（再演）（2016年7月 - 8月、梅田芸術劇場 他）- 大蛇丸 役
- ライブ・スペクタクル『NARUTO-ナルト-』〜暁の調べ〜（2017年5月 - 8月、AiiA 2.5 Theater Tokyo 他）- 大蛇丸 役[12]
- 私のホストちゃん REBORN 〜絶唱!大阪ミナミ編〜（2018年1月 - 2月、サンシャイン劇場 他） - 松風ちひろ 役[13]
- 七色いんこ（2018年10月4日 - 10月8日、AiiA 2.5 Theater Tokyo） - 鍬形隆介 役[14]
- GIRLS REVUE（2019年1月 - 2月、オルタナティブシアター 他）
- ミュージカル「花園 HANAZONO」（2019年4月、座・高円寺）
- 囚われのパルマ -失われた記憶-（2019年6月、サンケイホールブリーゼ・シアター1010） - 狩谷 役[15]
- NIGHT HEAD 2041-THE STAGE-（2022年7月、東京ドームシティ シアターGロッソ） - 奥原晶子 役[16]
- 舞台『イヴの時間』（2022年12月、博品館劇場） - 芦森博士 役[17]
- ライブ・スペクタクル『NARUTO-ナルト-』～忍の生きる道～（2023年10月 - 11月、KAAT神奈川芸術劇場 ホール 他） - 大蛇丸 役[18]
- 『火の鳥』連載70周年記念 サルメカンパニー特別公演『猿女版 火の鳥〜鳳凰篇〜』（2024年7月、東京芸術劇場 シアターウエスト） - 主演・火の鳥 役[19]
- トンデモ?ピーター・パン!〜Peter Pan Goes Wrong〜（2024年9月 - 10月、梅田芸術劇場シアター・ドラマシティ・アイプラザ豊橋・東京国際フォーラムホールC） - ルーシー・グローブ 役[20][21]
- ダッドシューズ 2025（2025年3月、ヒューリックホール東京・COOL JAPAN PARK OSAKA） - 飯島史奈 役[22]

### CM
- 2014年、HONDA N-BOX 「みんなのN 就職篇」- 唄「この愛よ永遠に（TAKARAZUKA FOREVER）」

## 受賞歴
- 2008年、『宝塚歌劇団年度賞』 - 2007年度努力賞[23]